# Złote Tarasy
Złote Tarasy (v překladu Zlaté terasy) je komerční, kancelářský a zábavní komplex v centru Varšavy vedle železniční stanice Warszawa Centralna mezi ulicemi Jana Pawla II a Emilii Plater. Otevřen byl 7. února 2007.
Součástí komplexu je administrativní výšková budova s 26 podlažími a výškou 105 metrů.
Celková užitková plocha je 205 000 m². Je tu 200 obchodů a restaurací na celkové ploše 63 500 m², hotel, multikino s 8 plátny a 2560 místy na sezení (otevřené 31. srpna 2007) a podzemní garáže pro 1400 automobilů.